# Olympische Sommerspiele 1920/Schwimmen – 400 m Brust (Männer)
Der Schwimmwettkampf über 400 Meter Brust der Männer bei den Olympischen Spielen 1920 in Antwerpen wurde vom 22. bis 25. August ausgetragen.

## Rekorde
Vor Beginn der Olympischen Spiele waren folgende Rekorde gültig:
| Weltrekord         | 6:14,4 min | Percy Courtman | unbekannt           | 1912          |
| Olympischer Rekord | 6:29,6 min | Walter Bathe   | Stockholm, Schweden | 12. Juli 1912 |

Es wurden keine neuen Rekorde aufgestellt.

## Ergebnisse

### Vorläufe
Die zwei ersten Athleten eines jeden Laufs sowie der zeitschnellste Drittplatzierte aller Läufe qualifizierten sich für das Halbfinale.
Lauf 1
| Rang | Athlet            | Nation             | Zeit       | Anm. |
| ---- | ----------------- | ------------------ | ---------- | ---- |
| 1    | Thor Henning      | Schweden           | 6:46,2 min | Q    |
| 2    | Lucien Lebaillif  | Frankreich         | 7:12,2 min | Q    |
| 3    | Michael McDermott | Vereinigte Staaten | 7:12,8 min | q    |
| 4    | Rex Lassam        | Großbritannien     | unbekannt  |      |
| —    | Sydney Gooday     | Kanada             | DNF        |      |

Lauf 2
| Rang | Athlet           | Nation             | Zeit       | Anm. |
| ---- | ---------------- | ------------------ | ---------- | ---- |
| 1    | Håkan Malmrot    | Schweden           | 6:49,0 min | Q    |
| 2    | Arvo Aaltonen    | Finnland           | 6:50,0 min | Q    |
| 3    | Félicien Courbet | Belgien            | 7:20,0 min |      |
| 4    | Charles Quinby   | Vereinigte Staaten | unbekannt  |      |
| —    | Luis Balcells    | Spanien            | DNF        |      |

Lauf 3
| Rang | Athlet           | Nation             | Zeit       | Anm. |
| ---- | ---------------- | ------------------ | ---------- | ---- |
| 1    | Jack Howell      | Vereinigte Staaten | 6:57,0 min | Q    |
| 2    | Per Cederblom    | Schweden           | 7:14,0 min | Q    |
| 3    | George Robertson | Großbritannien     | 7:28,0 min |      |
| 4    | Émile Arbogast   | Frankreich         | unbekannt  |      |
| 5    | Edmond Henry     | Belgien            | unbekannt  |      |

Lauf 4
| Rang | Athlet             | Nation             | Zeit       | Anm. |
| ---- | ------------------ | ------------------ | ---------- | ---- |
| 1    | Olle Dickson       | Schweden           | 7:12,0 min | Q    |
| 2    | Henri Demiéville   | Schweiz            | 7:12,4 min | Q    |
| 3    | Stephen Ruddy      | Vereinigte Staaten | 7:13,0 min |      |
| 4    | Édouard Van Haelen | Belgien            | unbekannt  |      |
| 5    | Eduard Stibor      | Tschechoslowakei   | unbekannt  |      |

### Halbfinale
Die ersten zwei Athleten eines jeden Laufs und der schnellste Dritte qualifizierten sich für das Finale.
Halbfinale 1
| Rang | Athlet            | Nation             | Zeit       | Anm. |
| ---- | ----------------- | ------------------ | ---------- | ---- |
| 1    | Håkan Malmrot     | Schweden           | 6:44,8 min | Q    |
| 2    | Per Cederblom     | Schweden           | 7:05,6 min | Q    |
| 3    | Michael McDermott | Vereinigte Staaten | 7:13,2 min | q    |
| 4    | Henri Demiéville  | Schweiz            | unbekannt  |      |

Halbfinale 2
| Rang | Athlet           | Nation             | Zeit       | Anm. |
| ---- | ---------------- | ------------------ | ---------- | ---- |
| 1    | Arvo Aaltonen    | Finnland           | 6:45,0 min | Q    |
| 1    | Thor Henning     | Schweden           | 6:45,0 min | Q    |
| 3    | Jack Howell      | Vereinigte Staaten | 6:51,4 min | q    |
| 4    | Olle Dickson     | Schweden           | 6:59,0 min |      |
| 5    | Lucien Lebaillif | Frankreich         | unbekannt  |      |

### Finale
| Rang | Athlet        | Nation             | Zeit       |
| ---- | ------------- | ------------------ | ---------- |
| 1    | Håkan Malmrot | Schweden           | 6:31,8 min |
| 2    | Thor Henning  | Schweden           | 6:45,2 min |
| 3    | Arvo Aaltonen | Finnland           | 6:48,0 min |
| 4    | Jack Howell   | Vereinigte Staaten | 6:51,0 min |
| 5    | Per Cederblom | Schweden           | unbekannt  |